# Slab
Slab es una palabra en inglés que literalmente significa "baldosa de piedra, cemento u otro material", entre otros significados.
En informática, se usa para denominar la memoria disponible para incrementar una caché manteniendo su rendimiento. Representa una especie de zona de memoria física para la caché y su tamaño es múltiplo del tamaño de página.
Un slab en surf o bodyboard es una ola masiva con una gran masa de agua, muy irregular y que rompe en zonas de difícil acceso con fondos de arrecife o rocas por lo que son muy peligrosas.

## Monitorización de slabs en sistemas con núcleo Linux
Los sistemas Linux hacen uso de slabs. Para monitorizar su uso se dispone del comando slabtop y también se puede consultar el fichero /proc/slabinfo.